# Missionárias Franciscanas de Cristo Rei
As Missionárias Franciscanas de Cristo Rei (FMCK) são uma congregação religiosa católica romana para mulheres que se originou no que hoje é o Paquistão e fundou escolas, orfanatos, lares para idosos e deficientes e hospitais em todo o país. Elas são distintas das Irmãs Franciscanas de Cristo Rei nos Estados Unidos.

## História
A congregação foi fundada em 1937 por Bridget Sequeira (natural de Saligão, Norte de Goa, então parte da Índia Portuguesa) em Carachi, que fazia parte da Índia Britânica. Bridget Sequeira fundou esta congregação em colaboração com Salesius Lemmens, natural da Holanda.
A congregação escolheu um sari branco com uma borda de três linhas vermelhas impressas na borda. As três linhas fronteiriças representavam os três votos de castidade, pobreza e obediência que as religiosas fazem.
Um prospecto da congregação foi publicado pela Rotti Press em 1948.
A congregação celebrou seu jubileu de platina em 28 de julho de 2012, quando Joseph Coutts, o Arcebispo de Carachi, presidiu uma missa para as irmãs. Na Índia, a Celebração do Jubileu de Platina ocorreu em maio de 2012, onde cerca de 120 Irmãs se reuniram em Velha Goa para cinco dias de oração, reflexão e partilha. A Celebração Eucarística foi presidida pelo Arcebispo Filipe Neri Ferrão. A congregação cresceu para cerca de 300 irmãs.

## Apostolado
As irmãs estão empenhadas em trabalhos educativos, pastorais, de saúde e sociais. A preocupação com os direitos dos pobres será o seu principal objetivo.

### Paquistão
As irmãs desempenharam um papel importante na formação da Paróquia São Francisco de Assis, Karachi, em 1936.
Em 19 de maio de 1943, as irmãs assumiram o comando da Maternidade Municipal Seth Mulchand, na Britto Road. As irmãs administraram a maternidade com eficiência por mais de trinta e cinco anos. As irmãs abriram uma capela dedicada a Santa Clara, e a Missa diária era assistida por moradores do Bazar do Soldado e da Colônia Católica. Após a Independência, as irmãs visitaram regularmente os residentes católicos do Soldier Bazaar, ensinando catecismo e preparando as crianças para os sacramentos. Visitaram enfermos e idosos do Bazar do Soldado e da Colônia Católica, administrando medicamentos e verificando a pressão arterial. Eles renunciaram ao comando da casa em 18 de abril de 1979.
Darul Sukun em Karachi, um lar para crianças e adultos com deficiências físicas e mentais, foi fundado e é administrado pelas irmãs. Em 23 de março de 1989, Gertrude Lemmens recebeu o prêmio Sitara-i-Quaid-i-Azam em reconhecimento ao seu trabalho em Darul Sukun e por fundar outros lares para deficientes físicos e mentais, idosos e desabrigados. Desde 2000 Ruth Lewis está à frente da instituição.
Mathilda Pereira ingressou na congregação em 1944. Em 1968 foi nomeada madre geral da ordem e serviu por três mandatos de seis anos.
A congregação também atua na Diocese Católica Romana de Hyderabad, onde Nasreen Daniel atua na Comissão de Justiça e Paz.
Em 2010, no Paquistão, havia 61 irmãs que ainda trabalhavam em suas diversas casas e ministérios. Desde 1960 eles também administram o Lar de São Vicente para Idosos em Karachi, construído pela Sociedade de São Vicente de Paulo.
A congregação também tem uma escola perto do túmulo de Muhammad Ali Jinnah, em Karachi. Catherine Wilson é a diretora.

### Índia
Pouco depois da sua fundação, Sequeira regressou à sua região natal com alguns companheiros da sua nova congregação, e aí estabeleceu a congregação. Desde então, espalhou-se por várias partes remotas da Índia. A congregação também ajudou a formar a primeira das Irmãs Pobres de Nossa Senhora, congregação fundada em Mumbai, na Índia, em 1939.
A casa mãe da ordem está localizada em Velha Goa, Goa.

### Sri Lanka
Em 2006, quatro irmãs começaram a trabalhar no Sri Lanka.

## Administração
Devido ao número crescente de membros e apostolados espalhados por diversas regiões da Índia, Paquistão e Sri Lanka, sentiu-se a necessidade de descentralizar a administração para melhor eficiência e organização. Durante o X Capítulo Geral, realizado em 2005, a Congregação decidiu dividir sua administração em duas províncias: a Província de São Francisco de Assis, no Paquistão, e a Província de Santa Clara, na Índia. A Província da Índia consiste na Arquidiocese de Goa e Damão, Arquidiocese de Mumbai, Dioceses de Vasai e Pune.
Fátima Rodrigues foi eleita a nova superiora geral da congregação em junho de 2016, no seu generalato em Velha Goa. Há 174 irmãs trabalhando em áreas remotas por toda a Índia. Em 2020, há quase 200 irmãs trabalhando em diferentes estados da Índia.
Uma casa de formação (centro de aprendizagem para mulheres que desejam ingressar na congregação) e generalato (centro de administração) para as Missionárias Franciscanas de Cristo Rei foram construídas em Velha Goa em 2005. É composto por salas de aula, dormitórios, refeitório com cozinha e capela em prédio de dois andares.